# Danh sách vua Numidia
Numidia là một vương quốc Algeria cổ đại nằm ở khu vực Bắc Phi bây giờ là miền bắc Algeria và các phần của Tunisia và Libya. Vương quốc tồn tại từ thế kỷ 3 đến thế kỷ 1 trước Công nguyên. Vương quốc Numidia được thành lập như một vương quốc lệ thuộc của La Mã sau Chiến tranh Punic lần thứ hai. Về sau Numidia bị La Mã sáp nhập vào năm 46 trước Công nguyên, và sau đó một lần nữa, sau một thời gian ngắn khôi phục nền độc lập vào năm 25 trước Công nguyên.

## Vua miền Đông Numidia
| Tên       | Tuổi thọ | Bắt đầu trị vì | Kết thúc trị vì | Ghi chú | Dòng dõi | Hình |
| --------- | -------- | -------------- | --------------- | ------- | -------- | ---- |
| Zelalsen  |          | 344 TCN        | 274 TCN         |         |          |      |
| Gala      |          | 275 TCN        | 207 TCN         |         |          |      |
| Ozalces   |          | 207 TCN        | 206 TCN         |         |          |      |
| Capussa   |          | 206 TCN        | 206 TCN         |         |          |      |
| Lacumazes |          | 206 TCN        | 206 TCN         |         |          |      |
| Masinissa |          | 206 TCN        | ? 202 TCN       |         |          |      |

## Vua miền Tây Numidia
| Tên          | Tuổi thọ | Bắt đầu trị vì | Kết thúc trị vì | Ghi chú | Dòng dõi | Hình |
| ------------ | -------- | -------------- | --------------- | ------- | -------- | ---- |
| Syphax       |          | Khoảng 215 TCN | 202 TCN         |         |          |      |
| Vermina      |          | 202 TCN        | ?               |         |          |      |
| Archobarzane |          | ?              | ?               |         |          |      |

## Vua Numidia
| Tên         | Tuổi thọ | Bắt đầu trị vì | Kết thúc trị vì | Ghi chú                            | Dòng dõi           | Hình |
| ----------- | -------- | -------------- | --------------- | ---------------------------------- | ------------------ | ---- |
| Massinissa  |          | 202 TCN        | 148 TCN         | Trước đây là vua miền Đông Numidia |                    |      |
| Micipsa     |          | 148 TCN        | 118 TCN         |                                    | Con của Massinissa |      |
| Gulussa     |          | 148 TCN        | 145 TCN         |                                    | Con của Massinissa |      |
| Mastanabal  |          | ?              | ?               |                                    | Con của Massinissa |      |
| Adherbal    |          | 118 TCN        | 117 TCN         |                                    | Con của Micipsa    |      |
| Hiempsal I  |          | ?              | ?               |                                    | Con của Micipsa    |      |
| Jugurtha    |          | ?              | ?               |                                    | Con của Mastanabal |      |
| Adherbal    |          | 117 TCN        | 112 TCN         |                                    |                    |      |
| Jugurtha    |          | 117 TCN        | 105 TCN         |                                    |                    |      |
| Gauda       |          | 105 TCN        | 88 TCN          |                                    |                    |      |
| Hiempsal II |          | 88 TCN         | 60 TCN          |                                    |                    |      |
| Juba I      |          | 60 TCN         | 46 TCN          |                                    |                    |      |

## Vua Numidia lệ thuộc
| Tên     | Tuổi thọ | Bắt đầu trị vì | Kết thúc trị vì | Ghi chú        | Dòng dõi | Hình |
| ------- | -------- | -------------- | --------------- | -------------- | -------- | ---- |
| Juba II |          | 30 TCN         | 25 TCN          | Con của Juba I |          |      |